# Suchacz (przystanek kolejowy)
Suchacz – kolejowy przystanek osobowy na linii kolejowej nr 254 w Suchaczu, w województwie warmińsko-mazurskim, w Polsce.